# Rafael Jorba
Rafael Jorba i Castellví (Igualada, 1956) es un periodista español de origen catalán. Ha sido redactor de opinión, corresponsal en París, subdirector y responsable de la edición en catalán de La Vanguardia, subdirector de El Periódico de Catalunya, jefe de informativos de TVE Cataluña, colaborador habitual de Catalunya Ràdio y TV3, y miembro del Consejo del Audiovisual de Cataluña.

## Biografía
Inició la trayectoria profesional en la prensa comarcal noyenca, en el semanario Vida. En el año 1975 se incorporó a Mundo Diario, primero como corresponsal en la Noya, y después en la sección de Cataluña. Fue redactor de El Periódico de Catalunya desde 1978 a 1982, diario del cual posteriormente fue subdirector. El verano de 1982 participó en la puesta en marcha de la edición catalana del diario El País. Trabajó en TVE Cataluña como director del programa Comarcas. Fue subdirector de Informativos (1983-1985) y jefe de los Servicios Informativos (1988).
En 1990 se incorporó a La Vanguardia como corresponsal político. Desde 1993 al 1996 fue corresponsal de este diario en París. Desde el 1997 hasta el 2002 ocupó la subdirección de Información. Ha sido redactor de Opinión y coordinador del Consejo Editorial (2005-2006).
En mayo de 2006 inició el mandato como consejero del Consejo del Audiovisual de Cataluña (CAC), para cubrir la vacante creada cuando Josep Maria Carbonell fue nombrado presidente. Fue consejero secretario del CAC desde julio del 2006 hasta enero del 2007. Su mandato al CAC acabó el 30 de junio de 2010. Después de seis meses de excedencia por cargo público, se reincorporó a La Vanguardia, como responsable del equipo de diez periodistas y dos lingüistas de la nueva edición en catalán de este diario que salió a la luz el 3 de mayo de 2011.

## Otras actividades
Ha publicado varios trabajos sobre medios de comunicación. Es autor del libro Catalanismo o nacionalismo. Propuesta de una nueva laïcitat (Columna, 2004). Ha sido colaborador del programa El matí de Catalunya Ràdio y del programa Els matins de TV3. Profesor del máster de Periodismo BCNY (Universidad de Barcelona-Universidad de Columbia). Miembro del Consejo Directivo de la Asociación para las Naciones Unidas en España (2002). Ha sido miembro del jurado del Premio Quim Regàs de Periodismo desde la primera edición, el 2008.

## Libros publicados
- Catalanismo o nacionalismo. Propuesta de una nueva laïcitat (Columna, 2004), ISBN 9788466404174
- La mirada del otro. Manifiesto miedo la alteridad (RBA, 2011), ISBN 9788490060339

## Premios
- 2000: Caballero de la Orden Nacional del Mérito de la República Francesa.
- 2013: Premio Diario Madrid de periodismo.[6]